# Copa Brasil de Futebol
Copa Brasil foi o nome oficial utilizado pela extinta CBD (precursora da atual CBF) para designar, em sua época de disputa, os campeonatos nacionais realizados entre 1975 e 1979, quando a elite do futebol brasileiro também passou a ser denominada oficialmente de Taça de Ouro. Entretanto, esta denominação voltou a ser empregada posteriormente para designar os torneios de 1984, 1986, 1987 e 1988. Porém, estes dois últimos ficaram popularmente conhecidos como Copa União, nomenclatura que foi criada em 1987 pelo Clube dos 13 para designar seu certame, competição esta que segundo os regulamentos da CBF tratou-se apenas do Módulo Verde do campeonato nacional daquele ano. Antes de 1975, o atual Campeonato Brasileiro de Futebol, era denominado pela entidade máxima do futebol brasileiro de Campeonato Nacional de Clubes.

## História
O Brasil já contava com a realização de campeonatos nacionais desde 1959. Quando a Taça Brasil começou a ser disputada, entretanto, devido a questões econômicas, de transporte e de calendário, esta competição contemplava, geralmente, apenas as equipes campeãs estaduais, além de seu campeão do ano anterior. Em 1967, como o Brasil já se encontrava um pouco mais estruturado, tendo meios de transporte melhores, foi possível ousar em um campeonato mais integrado, surgindo assim, o Torneio Roberto Gomes Pedrosa/Taça de Prata, que tornou-se na primeira competição nacional a englobar os principais clubes brasileiros. Porém, devido a grande popularidade do futebol no Brasil, o governo militar enxergou uma excelente oportunidade para promover o ufanismo e a imagem de integração nacional, passando a intervir regularmente no esporte. Colocando, na prática, o futebol no ambicioso Plano de Integração Nacional (PIN) e, no decorrer desse processo político, surge em 1971, um novo torneio, o Campeonato Nacional de Clubes, que viera com a proposta de integrar totalmente os times de todas as regiões do País.
Em 1975, chegou ao fim a era João Havelange na Confederação Brasileira de Desportos (CBD): ele deixou a entidade brasileira para assumir o comando da FIFA. Em um período em que a ditadura militar intervinha frequentemente no futebol brasileiro e forçava o inchaço do principal campeonato do País, não apenas para tornar o esporte realmente nacional, mas também para agradar os coronéis da política brasileira em regiões onde o futebol não era exatamente uma potência, a CBD ganhou um novo presidente, o almirante Heleno Nunes, de forte atuação na política do governo militar. Neste ano, a CBD lançou um troféu mais elaborado, o Troféu Copa Brasil, produzido pelo designer Maurício Salgueiro e o maior certame de futebol do Brasil que desde a edição de 1971 era denominado de Campeonato Nacional de Clubes, passou a ser chamado oficialmente de Copa Brasil (lembrando que, assim como a Taça Brasil, a Copa Brasil não tem nada a ver com a atual Copa do Brasil). A nova nomenclatura do certame perdurou até a edição de 1979. Em 1980, foi alterado mais uma vez, agora para Taça de Ouro — entretanto, nota-se que aqui ocorre uma contradição, já que tudo indica que o campeonato envolvendo os dois "módulos" (Taça de Ouro e Taça de Prata) chamou-se oficialmente Copa Brasil.[carece de fontes?] Em 1984, a CBF muda novamente o nome do campeonato nacional para Copa Brasil. Com isso, a Taça de Prata também teve seu nome alterado e passou a ser designada de "Taça CBF". Em 1985, o campeonato voltou novamente a se chamar Taça de Ouro, e a Taça CBF também teve seu nome alterado, voltando a receber a designação Taça de Prata. No ano de 1986, a competição voltou novamente a designar-se de Copa Brasil.
Em 1987, a CBF, mal administrada e sem recursos, declarou-se incapaz de promover o campeonato nacional nos mesmos moldes e tentaria um acordo com os clubes, um patrocinador ou realizaria um certame regionalizado. Isso levou os principais clubes do país a criarem, no dia 11 de julho, uma liga independente, chamada de Clube dos 13 (C13), que prontamente formulou sua própria competição a revelia da CBF, a Copa União, com somente as treze primeiras equipes do Ranking da CBF que seriam dezesseis após a nova entidade convidar mais três equipes. No entanto, pressionada pelas agremiações que ficaram de fora do novo certame e sem estar no seu comando, a CBF não aceitou, em 14 de julho, e iniciou uma briga com o recém-criado Clube dos 13, para poder discutir um novo formato para o campeonato nacional. Seguiram-se quase dois meses de discussões. Até que, em 3 de setembro, ficou acordado entre as duas entidades, uma competição com trinta e dois clubes, divididos em dois módulos: o verde, com as dezesseis equipes convidadas pelo Clube dos 13, e o amarelo, com outros dezesseis clubes, escolhidos com base no ranking histórico da entidade máxima do futebol nacional, a CBF. Vale ressaltar que os jogos de ambos os módulos só começaram a ser disputados após o acordo que previa que os dois melhores times de cada módulo iriam disputar um quadrangular final para definir o campeão nacional da Copa Brasil. Em 1988, o nome fantasia Copa União foi usado novamente na grande mídia, desta vez, com o campeão da CBF. Entre 1988 e 1989, o nome oficial Copa Brasil foi alterado pela CBF recebendo pela primeira vez o nome definitivo de Campeonato Brasileiro. O nome do principal torneio nacional de futebol do país foi alterado para distinguir-se da Copa do Brasil, que teve sua primeira edição em 1989.
Esta evolução dos torneios nacionais anteriores e principalmente posterior ao surgimento do Campeonato Nacional de Clubes, envolve a contribuição de vários outros fatores além dos campos. O contexto da época era de vender o espetáculo do Milagre Econômico, do Plano de Integração Nacional, das obras gigantescas. A partir desse momento para a ditadura militar começar a usar o futebol para mostrar como esses conceitos se aplicavam foi um passo natural. A forma como o regime militar utilizou o futebol brasileiro para legitimar alguns de seus dogmas é evidente. O tricampeonato da Seleção Brasileira na Copa do Mundo de 1970 é o exemplo mais marcante das intervenções realizadas pelo governo militar no futebol nacional. Porém, também determinaram diversas diretrizes que influenciaram os clubes. A criação do Campeonato Nacional de Clubes em 1971 veio na esteira do Plano de Integração Nacional do presidente brasileiro Emílio Garrastazu Médici. Não era apenas nos centros periféricos que o regime exercia sua influência através do futebol. Também havia uma ação direta dentro das administrações do futebol. Enquanto a Seleção Brasileira passou por uma militarização em sua comissão técnica, também existia uma forte presença de pessoas ligadas ao governo no controle das federações. E, em mais uma ação com pano de fundo político, a Lei 6.251 foi aprovada em 8 de outubro de 1975, centralizando as decisões na CBD e nos poderes locais. Com os clubes passando a ter ainda mais autonomia em suas ações, principalmente na organização do campeonato nacional. Uma realidade que não se difere tanto da atual, com as votações da CBF restritas apenas aos presidentes das entidades estaduais.
Estas manipulações do governo militar sobre o futebol brasileiro para agradar as lideranças políticas locais, é evidente devido ao aumento na quantidade de equipes participantes a cada edição do certame nacional. Em 1971, na época do surgimento do Campeonato Nacional de Clubes, havia apenas vinte agremiações disputando a sua divisão principal. Entretanto, em sua última edição, ocorrida em 1974, o Nacional já contava com quarenta e dois competidores. Este foi somente os primeios anos do processo de integração promovido pelo governo Médici, através do torneio. Em 1975, na primeira edição da Copa Brasil, foram apenas incluídos mais dois clubes. Com a Paraíba completando a lista de estados participantes — em 1979, com a criação do Mato Grosso do Sul, vinte e um dos vinte e dois Estados passaram a contar com representantes, somente o Acre acabou ficando de fora porque se profissionalizou apenas em 1989. A partir de 1976, o inchaço da competição passa a decorrer de forma mais agressiva, chegando a contemplar cinquenta e quatro competidores, quando todos os Estados da federação passaram a contar com pelo menos um representante na liga. Segundo alguns autores, dando continuidade a algumas características do mandato de João Havelange, o certame nacional, que por priorizar o interesse político, tornou-se um grande "cabide de emprego", enchendo-se de clubes que não tinham qualidade para disputar a competição mais importante do país. A partir desse momento a famosa frase: "Onde a Arena vai mal, mais um time no Nacional. Onde vai bem, outro também", chegava ao seu auge no começo da gestão de Heleno Nunes, que tentava contornar as crises políticas do partido do regime através do futebol. A ARENA era o partido do governo e através de convites a clubes de todas as regiões do País, contentava-se as suas torcidas e a simpatia do povo era garantida. Deixou de haver o mérito esportivo. Equipes sem currículo ou tradição eram convidadas por conveniência política. Os militares viviam a febre da integração do país, com o Projeto Rondon, a Transamazônica e o futebol. Para entrar no Nacional, bastava a indicação e a proteção de um político influente. Na sequência deste contexto, foram sessenta e duas equipes em 1977, setenta e quatro em 1978 e o recorde absoluto de noventa e quatro participantes na primeira divisão em 1979 — quando Corinthians, Portuguesa, Santos e São Paulo optaram por desistir de participar do campeonato excessivamente inchado.
Devido a estas intervenções, a maioria dos historiadores consideram que muitas das mazelas que travam o futebol brasileiro atualmente têm origem na forma como o regime militar utilizou os clubes para manobras políticas. Embora, segundo o jornalista Juca Kfouri, seja importante salientar que grande parte desses problemas são anteriores ao golpe militar, vem desde o período do governo de Getúlio Vargas. "Mas o futebol ainda padece de questões posteriores", afirma o jornalista, que foi chefe de reportagem e diretor de redação da revista Placar durante a ditadura.

## Campeões
| Ano           | Campeão       | Vice-campeão     | 3º lugar         | 4º lugar      | Artilheiro             | Gols |
| ------------- | ------------- | ---------------- | ---------------- | ------------- | ---------------------- | ---- |
| 1975 Detalhes | Internacional | Cruzeiro         | Fluminense       | Santa Cruz    | Flávio (INT)           | 16   |
| 1976 Detalhes | Internacional | Corinthians      | Atlético Mineiro | Fluminense    | Dadá Maravilha (INT)   | 16   |
| 1977 Detalhes | São Paulo     | Atlético Mineiro | Operário-MS      | Londrina      | Reinaldo (CAM)         | 28   |
| 1978 Detalhes | Guarani       | Palmeiras        | Internacional    | Vasco da Gama | Paulinho (VAS)         | 19   |
| 1979 Detalhes | Internacional | Vasco da Gama    | Coritiba         | Palmeiras     | César (AME)            | 13   |
| 1984 Detalhes | Fluminense    | Vasco da Gama    | Grêmio           | Corinthians   | Roberto Dinamite (VAS) | 16   |
| 1986 Detalhes | São Paulo     | Guarani          | Atlético Mineiro | America       | Careca (SAO)           | 25   |
| 1987 Detalhes | Sport         | Guarani          | Flamengo         | Internacional | Müller (SAO)           | 10   |
| 1988 Detalhes | Bahia         | Internacional    | Fluminense       | Grêmio        | Nílson (INT)           | 14   |

## Títulos por clube
| Títulos | Clube         | Edições           |
| ------- | ------------- | ----------------- |
| 3       | Internacional | 1975, 1976 e 1979 |
| 2       | São Paulo     | 1977 e 1986       |
| 1       | Guarani       | 1978              |
| 1       | Fluminense    | 1984              |
| 1       | Sport         | 1987              |
| 1       | Bahia         | 1988              |

## Títulos por Estado
| Estados           | Títulos | Vices |
| ----------------- | ------- | ----- |
| São Paulo         | 3       | 4     |
| Rio Grande do Sul | 3       | 0     |
| Rio de Janeiro    | 1       | 2     |
| Pernambuco        | 1       | 0     |
| Bahia             | 1       | 0     |
| Minas Gerais      | 0       | 2     |

## Médias de público
| Ano   | Média  | Total      |
| ----- | ------ | ---------- |
| 1975  | 15 984 | 6 873 120  |
| 1976  | 17 091 | 7 024 637  |
| 1977  | 16 472 | 7 988 920  |
| 1978  | 10 539 | 834 688    |
| 1979  | 9 136  | 5 326 288  |
| 1984  | 18 523 | 5 668 038  |
| 1986  | 10 620 | 7 221 574  |
| 1987  | 20 877 | 4 989 603  |
| 1988  | 13 811 | 4 005 190  |
| Total | 12 449 | 56 294 410 |

## Maiores médias de públicos por clubes
- 1975 - Internacional (51 962)
- 1976 - Corinthians (47 729)
- 1977 - Atlético Mineiro (55 664)
- 1978 - Palmeiras (31 359)
- 1979 - Internacional (46 491)
- 1984 - Flamengo (38 543)
- 1986 - Bahia (46 291)
- 1987 - Flamengo (47 610)
- 1988 - Bahia (35 537)

## Maiores públicos
1. Fluminense 1 a 1 Corinthians, Maracanã, 146 043 pessoas, 5 de dezembro de 1976
2. Fluminense 0 a 0 Vasco da Gama, Maracanã, 128 781 pessoas, 27 de maio de 1984
3. Vasco da Gama 2 a 2 Internacional, Maracanã, 118 777 pessoas, 28 de julho de 1974
4. Fluminense 0 a 0 Corinthians, Maracanã, 118 370 pessoas, 20 de maio de 1984
5. Flamengo 1 a 0 Atlético Mineiro, Maracanã, 118 162 pessoas, 29 de novembro de 1987
6. Corinthians 4 a 1 Flamengo, Morumbi, 115 002 pessoas, 6 de maio de 1984
7. Corinthians 2 a 1 Internacional, Morumbi, 113 286 pessoas, 21 de novembro de 1976
8. Vasco da Gama 2 a 1 Cruzeiro, Maracanã, 112 993 pessoas, 1 de agosto de 1974
9. Flamengo 1 a 4 Palmeiras, Maracanã, 112 047 pessoas, 9 de dezembro de 1979
10. Vasco da Gama 3 a 0 Grêmio, Maracanã, 110 877 pessoas, 19 de maio de 1984

## Número de jogos, gols e média de gols por edição
- 1975: 430 jogos, 975 gols e média de 2,27 gols por jogo
- 1976: 411 jogos, 950 gols e média de 2,31 gols por jogo
- 1977: 485 jogos, 1203 gols e média de 2,48 gols por jogo
- 1978: 792 jogos, 1771 gols e média de 2,24 gols por jogo
- 1979: 583 jogos, 1361 gols e média de 2,33 gols por jogo
- 1984: 306 jogos, 737 gols e média de 2,41 gols por jogo
- 1986: 680 jogos, 1422 gols e média de 2,09 gols por jogo
- 1987: 239 jogos, 430 gols e média de 1,8 gols por jogo
- 1988: 290 jogos, 548 gols e média de 1,89 gols por jogo

## Número de participantes por edição
- 1975: 42
- 1976: 54
- 1977: 62
- 1978: 74
- 1979: 94
- 1984: 41
- 1986: 80
- 1987: 32
- 1988: 24

## Número de Estados representados em cada edição
- 1975: 21
- 1976: 21
- 1977: 20
- 1978: 22
- 1979: 22
- 1984: 22
- 1986: 22
- 1987: 13
- 1988: 9